# 大艾斯峰

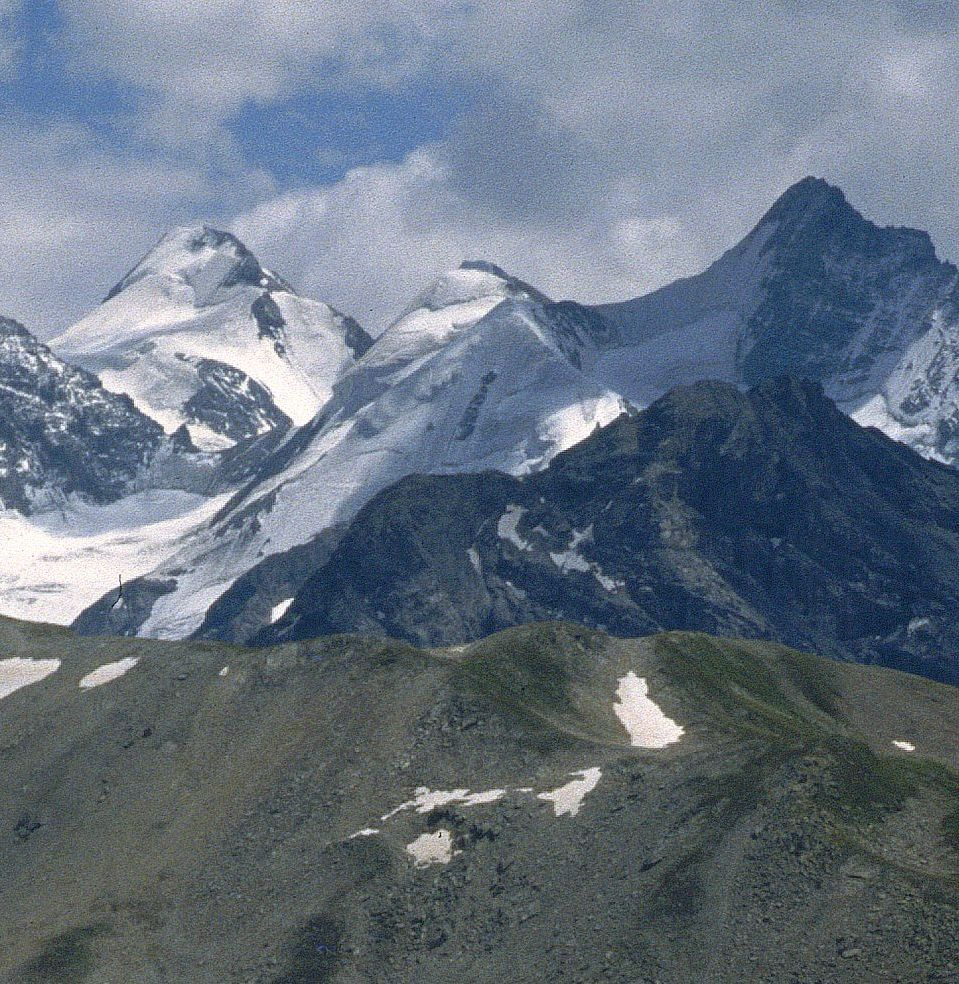

46°29′52″N 10°31′46″E / 46.497843°N 10.529542°E
大艾斯峰（德語：Großer Eiskogel），是意大利的山峰，位於該國東北部，由博爾扎諾-南蒂羅爾自治省負責管轄，屬於奥特莱斯山的一部分，海拔高度3,547米。